# Lamberto Piovanelli
Lamberto Piovanelli (Firenze, 26 giugno 1964) è un ex calciatore italiano, di ruolo attaccante.

## Carriera

### Giocatore
Esordì in Serie A tra le file dell'Atalanta, che lo prelevò dal Castelfiorentino, squadra di Serie D. Dopo poco più di un anno a Bergamo, venne ceduto al Pisa, in Serie B, aiutando i toscani a conquistare la promozione nel massimo campionato: il suo gol siglato a Cremona il 21 giugno 1987, all'ultima giornata, è decisivo per il salto di categoria.
Nel campionato 1990-1991, nonostante un infortunio lo tenne lontano dai campi per un lungo periodo, segnò 8 reti in 16 incontri disputati, numeri che gli valsero la convocazione in nazionale per l'incontro del 22 dicembre 1990 a Limassol contro Cipro, valevole per le qualificazioni al campionato d'Europa 1992 (partita nella quale non scese in campo), ma che non furono sufficienti per la salvezza dei nerazzurri. Ha detenuto per quasi vent'anni il record di gol in una stagione con la maglia del Pisa in Serie B (18 nell'annata 1989-1990), prima di essere superato da José Ignacio Castillo nel 2008.
Nell'estate 1991 fu acquistato dalla Juventus per 4 miliardi di lire; ma, complice il perdurare dell'infortunio, non fu mai schierato in prima squadra e a novembre fu ceduto nuovamente all'Atalanta. Concluse la sua carriera nel Verona, in Serie B.
In carriera ha totalizzato 97 presenze e 16 reti in Serie A.

### Dopo il ritiro
Fino ad inizio 2009 ha fatto il commentatore per l'emittente televisiva pisana Canale 50 in un programma dedicato al Pisa, oltre ad aver avviato da anni un'attività commerciale di abbigliamento sportivo nella stessa città toscana.
Il 19 aprile 2009 viene nominato dal presidente del club pisano, Luca Pomponi, nuovo Team Manager della squadra, incarico che manterrà fino al fallimento della società nel luglio successivo. Successivamente allena i Giovanissimi B del Ponsacco. Dal 2019 gestisce un parcheggio privato nei pressi dell'aeroporto e un'enoteca-panetteria a Pisa.

## Palmarès
- Campionato italiano di Serie C1: 1

Perugia: 1993-1994 (girone B)